# Покровское сельское поселение (Краснодарский край)
Покровское сельское поселение — муниципальное образование в составе Новопокровского района Краснодарского края России.
В рамках административно-территориального устройства Краснодарского края ему соответствует Покровский сельский округ.
Административный центр — посёлок Новопокровский.

## Население
| 2002  | 2010  | 2012  | 2013  | 2014  | 2015  | 2016  |
| ----- | ----- | ----- | ----- | ----- | ----- | ----- |
| 2767  | ↘2174 | ↘2133 | ↘2117 | ↘2081 | ↘2047 | ↗2058 |
| 2017  | 2018  | 2019  | 2020  | 2021  | 2023  |       |
| ↘2032 | ↗2044 | ↘2015 | ↗2036 | ↘2002 | ↗2011 |       |

## Населённые пункты
В состав сельского поселения (сельского округа) входят 6 населённых пунктов:
| № | Населённый пункт | Тип населённого пункта | Население (чел.) |
| - | ---------------- | ---------------------- | ---------------- |
| 1 | Восход           | посёлок                | ↘438             |
| 2 | Животновод       | посёлок                | #Н/Д             |
| 3 | Заречный         | посёлок                | ↘213             |
| 4 | Мирный           | посёлок                | ↘297             |
| 5 | Новопокровский   | посёлок                | ↘843             |
| 6 | Степной          | посёлок                | ↘161             |